# Бела Лугоси
Бела Лугоси (енгл. Béla Lugosi, IPA: , рођен као Бела Ференц Деже Блашко, мађ. Béla Ferenc Dezső Blaskó; 20. октобар 1882 — 16. август 1956) је био мађарско-амерички позоришни и филмски глумац, од оца Мађара Иштвана Бласка (мађ. István Blaskó), пекара који је касније постао банкар, и мајке Српкиње Пауле де Војнић. 
Одрастао је у римокатоличкој породици. Најпознатији је по улози грофа Дракуле у бродвејској представи и каснијем истоменом филму. У позним годинама каријере појавио се у неколико нискобуџетних филмова Еда Вуда.